# بنات الريف (فلم)
بنات الريف هو فيلم درامي مصري تم إنتاجه عام 1945، تأليف وإخراج يوسف وهبي و بطولة يوسف وهبي، فاطمة رشدي، سراج منير.

## فريق العمل
تأليف وإخراج: يوسف وهبي
إنتاج: نحاس فيلم
بطولة:
- يوسف وهبي
- فاطمة رشدي
- سراج منير
- زوزو ماضي
- محمود المليجي
- هاجر حمدي

## روابط خارجية
- مقالات تستعمل روابط فنية بلا صلة مع ويكي بيانات